# Olivia Price
Olivia Price (Sídney, 2 de agosto de 1992) es una deportista australiana que compite en vela en las clases Elliott 6m y 49er FX.
Participó en los Juegos Olímpicos de Londres 2012, obteniendo una medalla de plata en la clase Elliott 6m (junto con Nina Curtis y Lucinda Whitty).
Ganó una medalla de bronce en el Campeonato Mundial de Match Race de 2010 y una medalla de bronce en el Campeonato Mundial de 49er de 2023.

## Palmarés internacional
| Juegos Olímpicos   | Juegos Olímpicos              | Juegos Olímpicos  | Juegos Olímpicos |
| Año                | Lugar                         | Medalla           | Clase            |
| ------------------ | ----------------------------- | ----------------- | ---------------- |
| 2012               | Londres (Reino Unido)         | Medalla de plata  | Elliott 6m       |
| Campeonato Mundial |                               |                   |                  |
| Año                | Lugar                         | Medalla           | Clase            |
| 2010               | Rhode Island (Estados Unidos) | Medalla de bronce | Match race       |

| Campeonato Mundial | Campeonato Mundial     | Campeonato Mundial | Campeonato Mundial |
| Año                | Lugar                  | Medalla            | Clase              |
| ------------------ | ---------------------- | ------------------ | ------------------ |
| 2023               | La Haya (Países Bajos) | Medalla de bronce  | 49er FX            |